# Zajišťovací převod práva
Základní podstatou zajišťovacího převodu práva je zlepšení právního postavení věřitele tak, že dlužník (případně třetí osoba) na věřitele dočasně převede své právo (například právo vlastnické) za účelem zajištění věřitelovy pohledávky. Převod je v tomto případech dočasný – podmíněný.
Zajišťovací převod práva, jako jeden ze způsobů zajištění věřitele, umožňuje věřiteli snížit riziko spojené s poskytnutím plnění na základě závazkového vztahu s dlužníky a zároveň klade důraz na vědomí dlužníka, že jeho dluh je zajištěn. Jedná se o právní institut, který si praxe vytvořila překonáním omezení zástavního práva a který věřitelům v porovnání s ostatními zajišťovacími instrumenty poskytuje vyšší stupeň právní jistoty, že dlužník řádně a včas splní svůj dluh, v opačném případě pak představuje možnost snazšího uspokojení. 

## Změny pojetí zajišťovacího převodu práv
Zákon č. 89/2012 Sb., občanský zákoník (dále také jen „nový občanský zákoník“ nebo "NOZ") přinesl změny právní úpravy zajišťovacích převodů práva. Právní úprava obsažená v novém občanském zákoníku nabyla účinnosti dne 1. ledna 2014. 
Přestože byl institut zajišťovacího převodu práva velmi stručně upraven ustanovením § 553 starého občanského zákoníku, získal v prostředí tržní ekonomiky své nezastupitelné místo. Nově, tedy za účinnosti nového občanského zákoníku, je tomuto institutu věnována komplexnější právní úprava, která je obsažena v § 2040 až § 2044, přičemž jeho širší zakotvení se dále promítá rovněž do dalších právních předpisů. Úprava tak reaguje na některé problémy, které před její účinností v praxi vznikaly.
Právní úprava obsažená v novém občanském zákoníku nevyžaduje zvláštní formu pro smlouvu o zajišťovacím převodu práva, pokud to nepožadují pravidla pro převod konkrétní věci. K zásadní změně oproti starému občanskému zákoníku tak dochází především u převodu pohledávek. Ty podle nového občanského zákoníku nevyžadují písemnou formu smlouvy o převodu práva. Rizika, která jsou s tímto neformálním převodem spojená, se neomezují pouze na věci nehmotné. Hmotný movitý majetek podle nového občanského zákoníku nevyžaduje k zajištění převodu jejich předání. Věřiteli lze nicméně písemnou formu smlouvy o zajišťovacím převodu práva doporučit.

## Registrace zajišťovacího převodu práva
Zajišťovací převod práva se provádí formou smlouvy mezi věřitelem na jedné straně a dlužníkem na straně druhé. Smlouvou se právo skutečně převádí. Nejčastěji se jedná o právo vlastnické, ale je možné převést i právo užívat, nebo dokonce i věci nehmotné, jako například pohledávky. Toto právo se převádí účelově a dočasně. Nejedná se tedy o "běžný" převod práva. § 2041 NOZ upřesňuje, že pokud se převod vlastnictví zapisuje do veřejného seznamu (nemovitosti), připíše se skutečnost, že se jedná jen o zajišťovací převod práva. Věřitel však nemá právo nabytý majetek prodávat či darovat ani zatížit věcnými břemeny. 

## Zánik zajišťovacího převodu
Nový občanský zákoník obsahuje i dispozitivní úpravu vzájemného vypořádání stran v okamžiku, kdy pominou důvody pro trvání zajišťovacího převodu práva.
Po splnění zajišťovacího dluhu je věřitel povinen umožnit výkon práva osobě, která zajištění poskytovala. A tím jí vydat vše, co z převedeného práva získal nebo co k němu přibylo. Kromě nákladů, které vynaložil v souvislosti s výkonem zajišťovacího převodu práva.  
Pokud by však dluh nebyl včas splněn, dluh se stává nepodmíněným. Což znamená, že dlužník bude povinen předat věřiteli vše, co je nutné k plnému výkonu převedeného práva. Aby s tímto procesem nedocházelo k obohacování věřitele, obsahuje občanský zákoník pojistku, která ukládá povinnost vyplatit poskytovateli jistoty částku odpovídající rozdílu mezi cenou obvyklou a součtem výše dluhu a nákladů spojených s výkonem zajišťovacího převodu.

## Fiduciární převod práva
Při fiduciárním převodu práva nedochází automaticky k obnovení práva dlužníka v případě, že splnil řádně svůj dluh, ale je zapotřebí, aby věřitel, na kterého je vlastnické právo převedeno, převedl toto právo zpět konkrétním jednáním. Převod práva je tedy sjednán bez rozvazovací podmínky. Dlužníka je nutné upozornit, že pokud bude s tímto způsobem zajištění souhlasit, může přijít svým neplněním o majetek a věřitel mu dokonce v určitém případě nebude povinen uhradit ani rozdíl mezi cenou majetku a skutečným dluhem.